# 1950 NBA Playoffs
Playoff w 1950 roku odbył się po zakończeniu sezonu 49/50 kiedy to liga wcześniej znana jako BAA (Basketball Association of America), zmieniła nazwę na NBA (National Basketball Associotian).
W finale NBA Minneapolis Lakers pokonało Syracuse Nationals 4-2.

## Tabela

### Półfinały dywizji
Anderson Packers vs Tri-Cities Blackhawks:
Packers wygrali 2-1
Indianapolis Olympians vs Sheboygan Redskins:
Olympians wygrali 2-1
Eastern Division
New York Knicks vs Washington Capitols:
Knicks wygrali 2-0
Syracuse Nationals vs Philadelphia Warriors:
Nationals wygrali 2-0
Central Division
Fort Wayne Pistons vs Rochester Royals:
Pistons wygrali 2-0
Minneapolis Lakers vs Chicago Stags:
Lakers wygrali 2--0

### Finały dywizji
Western Division
Anderson Packers vs Indianapolis Olympians:
Packers wygrali 2-1
Eastern Division
Syracuse Nationals vs New York Knicks:
Nationals wygrali 2-1
Central Division
Minneapolis Lakers vs Fort Wayne Pistons:
Lakers wygrali 2-0

### PółfinałyNBA
Minneapolis Lakers vs Anderson Packers:
Lakers wygrali 2-0

### Finały NBA
Minneapolis Lakers vs Syracuse Nationals:
Lakers wygrali 4-2